# Palác Heidžó
Palác Heidžó (japonsky: 平城宮, Heidžókjú nebo Heizeikjú) ve městě Nara v prefektuře Nara byl japonským císařským sídlem během období Nara (710–784 n. l.). Zbytky paláce byly v roce 1998, spolu s několika dalšími památkami v Naře, zapsány na Seznam světového dědictví UNESCO pod společným označením Památky na starobylou Naru.
Poté, co bylo hlavní město přeloženo z Fudžiwara-kjó do Heidžó-kjó (tj. „Hlavní město Heidžó“, také zvané Nanto (南都, Jižní hlavní město) a později známé jako Nara) v roce 707, vedly se dlouhé diskuze o tom, kde by měl stát nový Císařský palác. Až v roce 745 bylo vybráno vhodné místo.
Město i palác byly plánovány po vzoru Čchang-anu (dnešní Si-an), hlavního města Číny během dynastie Tchang, tedy tehdejšího protějšku Nary. Město Čchang-an bylo, stejně jako mnoho starobylých východoasijských měst, postaveno podle složitého systému představ a zákonů geomantie. To předurčilo rozvržení sítě ulic stejně jako potřebu umístit ochranné svatyně a chrámy na určitých místech města.
V souladu s tímto systémem byl Císařský palác postaven na severním konci  třídy Suzaku, hlavní tepny města, která vedla ze severu, od hlavní palácové  brány Suzakumon  přes střed města až k jeho jižní bráně Radžómon. Palácové budovy byly postaveny v rozlehlém ohrazeném obdélníkovém prostoru Vnějšího paláce Daidairi (大内裏). Mezi nejdůležitější části paláce patřily Velký audieční sál, Daigokuden (大極殿), kde se vyřizovaly vládní záležitosti, Čódó-in, kde se konaly formální ceremonie, a prostor Vnitřního paláce, Dairi (内裏), kde byla císařova rezidence a úřady administrativy. Základy a stopy po těchto budovách jsou i dnes jasně viditelné.
Když bylo hlavní město přesunuto do Heian-kjó (dnes Kjóto), Císařský palác v Naře byl jednoduše opuštěn. V následujících stoletích počasí a „zub času“ pomalu nahlodávaly opuštěné budovy, až na konci 12. století (období Kamakura) zbyly pouze základy a podzemní část. Pouze části, které ležely pod zemí byly znovuobjeveny moderními archeology. Místo je stále oficiálně majetkem císaře, a proto zde nemohou být postaveny žádné nové stavby bez povolení císařského dvora. V roce 1955 začal archeologický průzkum a snahy o zrestaurování části paláce. V roce 1998 byla veřejnosti zpřístupněna obnovená brána Suzakumon a zahrada Tó-in.
Roku 1959 Narská národní kulturní organizace rozhodla, že se na místě bývalého paláce nebude stavět. Výjimky byly vydány pouze pro archeologický průzkum, restaurační práce a výstavbu železniční trati, která zasahuje na okraj palácových pozemků.